# Isoprenalina
L'isoprenalina, o isoproterenolo, è un farmaco simpatico-mimetico attivo sui recettori beta adrenergici, dotato di effetto inotropo positivo e cronotropo positivo. A livello periferico l'isoproterenolo ha effetto vasodilatatore, specialmente sul muscolo scheletrico. 
Viene utilizzato nei soggetti affetti da broncocostrizione ed in caso di bradicardia o blocco atrioventricolare.

## Chimica
Chimicamente l'isoprenalina è sintetizzata in modo analogo a quello utilizzato per sintetizzare l'adrenalina.
L'interazione del ω-cloro-3,4-diidrossiacetofene (cloroacetil-pirocatecolo) con l'isopropilammina dà luogo al ω-isopropilammino-3,4-diidrossiacetofenone, la cui riduzione del gruppo carbonilico per idrogenazione (ricorrendo ad un catalizzatore di palladio su carbone) dà l'isoprenalina.

## Usi clinici
Il farmaco viene utilizzato sotto forma di soluzione per aerosolterapia per dare sollievo sintomatico ai soggetti affetti da asma bronchiale, enfisema, bronchite cronica ostruttiva ed altri disturbi respiratori complicati dal broncospasmo: questo trattamento è oggi in disuso per la disponibilità di farmaci broncodilatatori più sicuri.
In casi di bradicardia resistente all'atropina, quando la parasimpaticolisi non riesce a contrastare la mancanza si stimolo simpatico o adrenergico, come per esempio in caso di pazienti in terapia con beta-bloccanti, l'isoprenalina può riportare la frequenza cardiaca a livelli accettabili senza un effetto inotropo eccessivo, essendo il farmaco più cronotropo fra le catecolamine. La forma iniettabile è particolarmente adatta per il trattamento della sindrome di Morgagni-Adams-Stokes ed altre situazioni di blocco atrioventricolare, in particolare in quelle situazioni che non richiedono shock elettrico od il ricorso ad un pacemaker esterno. 
È stato inoltre utilizzato in anestesia per il controllo del laringospasmo e del broncospasmo e come terapia aggiuntiva nello stato di shock cardiogeno. 

### Controindicazioni
Il farmaco è controindicato in soggetti con ipersensibilità nota al principio attivo. È inoltre controindicato in soggetti con tachicardia o blocco cardiaco causato da intossicazione da digitale, aritmie ventricolari che richiedono una terapia inotropa ed insufficienza coronarica (angina pectoris e sindrome coronarica acuta).

### Dosi terapeutiche
L'isoprenalina è disponibile in fiale e dovrebbe essere somministrato alla dose più bassa raccomandata, e la velocità di somministrazione deve essere gradualmente aumentata, tenendo attentamente monitorato il paziente. La via normale di somministrazione è per infusione endovenosa od in bolo. In infusione la diluizione utilizzata è di 1:5000, ovvero 1 mg (5ml) in 500 ml di soluzione glucosata al 5%. In caso di gravi emergenze, il farmaco può essere somministrato attraverso iniezione intracardiaca. Di fronte a patologie in cui il tempo non è della massima importanza, la terapia iniziale può essere per via intramuscolare o sottocutanea.

### Precauzioni d'uso
L'iniezione endovenosa di isoprenalina determina un aumento della richiesta di ossigeno da parte del miocardio e nel contempo diminuisce la perfusione coronarica, potendo perciò avere un effetto deleterio in caso di insufficienza cardiaca od ischemia miocardica. La maggior parte degli autori ne scoraggia l'uso nel trattamento iniziale dello shock cardiogeno dopo un infarto miocardico. Tuttavia, quando un'ipotensione arteriosa è stata migliorata con l'utilizzo di altri agenti, l'iniezione di isoprenalina cloridrato può produrre benefici effetti emodinamici e metabolici.
In una minoranza di pazienti, presumibilmente affetti da una malattia organica del nodo AV, l'iniezione di isoprenalina cloridrato può paradossalmente peggiorare un blocco cardiaco atrioventricolare o precipitare una sindrome di Morgagni-Adams-Stokes.

## Interazioni
Isoprenalina e adrenalina non devono essere somministrati contemporaneamente, poiché entrambi i farmaci hanno un'azione stimolante cardiaca ed i loro effetti combinati possono indurre gravi aritmie. I farmaci possono tuttavia essere somministrati in successione lasciando un adeguato intervallo tra le dosi.
L'isoprenalina deve essere usato con cautela se nel paziente sono stati impiegati anestetici inalatori come l'alotano che possono sensibilizzare il miococardio agli effetti delle amine simpaticomimetiche.
Il farmaco non deve essere usato con gli inibitori delle monoaminoossidasi o gli antidepressivi triciclici poiché tali farmaci potenziano gli effetti dell'isoproterenolo.